# عطش (فیلم ۱۳۸۱)
عطش فیلمی به کارگردانی محمدحسین فرح‌بخش، نویسندگی پیمان معادی و تهیه‌کنندگی عبدالله علیخانی محصول سال ۱۳۸۱ است. این فیلم در خرداد ۱۳۸۲ بر روی پرده سینما رفته‌است.

## خلاصه داستان
نادر که از زندان آزاد شده برای اجرای نقشه دزدی منوچهرخان دو نفر خبره در امر باز کردن گاوصندوق (اشکان) و در امر الکترونیک (کوروش) را پیدا کرده و این گروه سه نفری نقشه شان را با مهارت اجرا می‌کنند اما سپس بین سارقان اختلاف بروز می‌کند و …

## بازیگران
- بهرام رادان : اشکان
- فریبرز عرب نیا نادر
- شهرام حقیقت دوست کوروش
- ساغر عزیزی
- شبنم قلیخانی
- منوچهر صادق‌پور
- طیب شرافتی
- ساناز شمس
- مجید علیزاده
- مریم نیک‌رفتار
- ابراهیم عزت‌خواه
- ولی جامه‌بزرگ
- جلیل ملک‌زاده

## جشنواره‌ها
فیلم عطش در هفتمین دوره جشن خانه سینما (۱۳۸۲) در بخش بهترین فیلمبرداری (فرج‌الله حیدری) کاندیدا مسابقات بوده‌است.